# Мустафин, Тлемис Тлеугабулович
Тлемис Тлеугабулович Мустафин (04.02.1928-04.02.1998) — советский и казахстанский специалист в области политологии, один из основоположников политологии и методики преподавания политологии в Казахстане, доктор исторических наук, профессор, Академик академии естественных наук  и  социальных наук Казахстана,«Заслуженный работник высшей школы СССР» .

## Биография
Родился 4 февраля 1928 года в селе Лоба Мендыкаринского района Костанайской области.
С 1942 по 1945 годы учился в Мендыгарском педагогическом училище. С 1946 по 1951 годы учился в Казакском государственном университете имени Аль-Фараби на историческом факультете. С 1960 по 1962 годы учился в аспирантуре Московского государственного университета имени Ломоносова.
В 1962 году защитил кандидатскую диссертацию на тему «Деятельность КПСС по созданию третьей угольной базы
СССР (1930–1940 гг.)». В 1974 году защитил докторскую диссертацию на тему «КПСС – руководитель борьбы за создание угольно-металургического комплекса в Центральном Казахстане (1925–1941 гг.).
Скончался 2 февраля 1998 года в городе Алматы.

## Трудовая деятельность
1. 1945-1946 - учитель Ульгулинской семилетней школы Узункольского района
2. 1952 - преподаватель Узбекистанской партийной школы
3. 1952-1960 - старший преподаватель кафедры общественных наук Карагандинского медицинского института
4. 1963-1975 - заведующий кафедрой истории КПСС Карагандинского медицинского института
5. 1973-1975 - депутат Карагандинского областного Совета народных депутатов
6. 1975-1978 - доцент Казахского государственного университета им.аль-Фараби
7. 1978-1979 - зав. каф. института повышения квалификации преподавателей общественных наук КазНУ им. Аль-Фараби
8. 1979-1987 - заведующий кафедрой Казахского государственного университета им. Аль-Фараби
9. 1987-1988 -  проректор по учебной работе Казахского государственного университета им. Аль-Фараби
10. 1988-1991 - председатель Совета кафедр общественных наук вузов г.Алматы
11. 1988-1998 - заведующий кафедрой политологии, директор центра политических исследований при  Казахского государственного университета им. Аль-Фараби

## Научная деятельность
Автор около 274 работ,в том числе 5 монографий, 2 учебников по политологии. Под его научным руководством защищены 25 кандидатских и 4 докторских диссертаций.
1. «Упадок сельского хозяйства и разорение крестьян в капиталистических странах» (1953)
2. «Революция 1905-1907 годов в Казахстане» (1955)
3. «Историческая закономерность Октябрьской социалистической революции» (1957)
4. «Марксизм-ленинизм - наш компас» (1963)
5. «Методические советы по провед. теорет. собеседования в школе марксизма-ленинизма на тему: “Деятельность партии по развитию социалистической революции по организации защиты Социалистического Отечества (окт. 1917-1920 гг.)» (1965)
6. Социальная политика КПСС в условиях развитого социализма/ / Метод, рек. по изуч. курса “Конституция СССР: Проблемы теории и практики”: 1-й год обучения (1979)
7. «Наука коммунизм: метод.анализ для студентов высших учебных заведений» (1981)
8. «Алма-Ата в период развитого социализма». Алма-Ата: Энциклопед. справ. Алма-Ата: КСЭ, 1983. С. 100-102. (1983)
9. Алма-Ата Ташкент / / Алма-Ата: Энциклопед. справ. - АлмаАта: КСЭ, 1983 С. 102-103 (1983)
10. «Социалистический образ жизни и актуальные вопросы формирования личности студента» (1986)
11. «О работе кафедр по перестройке учебно-воспитательного процесса в Казахском государственном университете / / Перестройка высш. образования: Проблемы организации актив, методов обучения и самостоят. работы студентов» (1988)
12. «Территориальные аспекты реализации социальной справедливости» (1991)
13. «Политология наука / / Введение в политологию» (1994)
14. «Словарь терминов политологии» (1994)
15. «Политика и политические отношения в истории и теориях общества» / / Политология: Курс лекций (1994)
16. «Политология как наука»/ / Политология: Курс лекций (1994)
17. «Политика, политология, современность / / Политология для граждан и власти» (1995) и др.

## Семья
• Жена: Даулетбекова Мариям Ильясовна - доктор медицинских наук, профессор
• Дети: Мустафин Алмаз Тлемисович - доктор технических наук, профессор

## Награды и звания
1. Доктор исторических наук (1974)
2. Профессор
3. Академик академии естественных наук Казахстана (1996)
4. Академик академии социальных наук Казахстана (1997)
5. Орден «Знак Почёта» (1966)
6. Медаль «В ознаменование 100-летия со дня рождения Владимира Ильича Ленина» (1974)
7. «Заслуженный работник высшей школы СССР»  (1984)